# Choeradodis laticollis
Choeradodis laticollis es una especie de mantis de la familia Mantidae.

## Distribución geográfica
Se encuentra en Brasil, Ecuador, Guayana, Colombia,  Perú y Surinam.